# Christian Dumont
Christian Dumont (ur. 19 marca 1963 w Fourcatier, zm. 6 sierpnia 2021 w Piégon) – francuski biathlonista, dwukrotny medalista mistrzostw świata.

## Kariera
W Pucharze Świata zadebiutował 6 stycznia 1984 roku w Falun, zajmując 32. miejsce w biegu indywidualnym. Pierwsze punkty zdobył 9 marca 1985 roku w Oslo, gdzie był dwudziesty w sprincie. Na podium zawodów tego cyklu po raz pierwszy stanął 24 stycznia 1991 roku w Anterselvie, kończąc rywalizację w biegu indywidualnym na trzeciej pozycji. W zawodach tych wyprzedzili go jedynie dwaj reprezentanci ZSRR: Aleksandr Popow i Siergiej Czepikow. W kolejnych startach jeszcze jeden raz uplasował się w czołowej trójce: 19 grudnia 1991 roku w Hochfilzen był drugi w tej samej konkurencji. Najlepsze wyniki osiągnął w sezonie 1990/1991, kiedy zajął 18. miejsce w klasyfikacji generalnej.
Na mistrzostwach świata w Mińsku/Oslo/Kontiolahti w 1990 roku zdobył dwa medale. Najpierw razem z Xavierem Blondem, Thierrym Gerbierem i Hervé Flandinem zajął drugie miejsce w sztafecie. Następnie Dumont, Flandin, Gerbier i Stéphane Bouthiaux zajęli trzecie miejsce w biegu drużynowym. Był tam także jedenasty w biegu indywidualnym. Zajął też między innymi piątą pozycję w sztafecie podczas mistrzostw świata w Feistritz rok wcześniej.
W 1988 roku wystartował na igrzyskach olimpijskich w Calgary, gdzie w swoim jedynym starcie zajął 51. miejsce w biegu indywidualnym. Brał też udział w igrzyskach w Albertville cztery lata później, zajmując 42. miejsce w tej konkurencji, 13. miejsce w sprincie i szóste w sztafecie.
Po zakończeniu kariery został trenerem, od 1998 roku był trenerem męskiej reprezentacji Francji. Był też między innymi dyrektorem technicznym we Francuskim Związku Biathlonu.

## Osiągnięcia

### Igrzyska olimpijskie
| Rok  | Miejscowość | Konkurencje | Konkurencje | Konkurencje | Konkurencje | Konkurencje | Konkurencje | Konkurencje |
| Rok  | Miejscowość | IN          | SP          | PU          | MS          | RL          | MR          | SR          |
| ---- | ----------- | ----------- | ----------- | ----------- | ----------- | ----------- | ----------- | ----------- |
| 1988 | Calgary     | 51.         | –           | nd.         | nd.         | –           | nd.         | –           |
| 1992 | Albertville | 42.         | 13.         | nd.         | nd.         | 6.          | nd.         | –           |

### Mistrzostwa świata
| Rok  | Miejscowość            | Konkurencje | Konkurencje | Konkurencje | Konkurencje | Konkurencje | Konkurencje | Konkurencje |
| Rok  | Miejscowość            | IN          | SP          | PU          | MS          | RL          | MR          | SR          |
| ---- | ---------------------- | ----------- | ----------- | ----------- | ----------- | ----------- | ----------- | ----------- |
| 1986 | Oslo                   | –           | 58.         | nd.         | nd.         | –           | nd.         | –           |
| 1989 | Feistritz              | –           | 25.         | nd.         | nd.         | 5.          | nd.         | –           |
| 1990 | Mińsk/Oslo/Kontiolahti | 11.         | –           | nd.         | nd.         | 2.          | nd.         | –           |
| 1991 | Lahti                  | 22.         | 37.         | nd.         | nd.         | 6.          | nd.         | –           |
| 1993 | Borowec                | 38.         | –           | nd.         | nd.         | 8.          | nd.         | –           |

### Puchar Świata

#### Miejsca w klasyfikacji generalnej
| Sezon     | Miejsce |
| --------- | ------- |
| 1983/1984 | -       |
| 1984/1985 | ?       |
| 1985/1986 | -       |
| 1986/1987 | 68.     |
| 1987/1988 | -       |
| 1988/1989 | -       |
| 1989/1990 | 27.     |
| 1990/1991 | 18.     |
| 1991/1992 | 21.     |
| 1992/1993 | 73.     |
| 1993/1994 | -       |

#### Miejsca na podium chronologicznie
| Lp. | Dzień       | Rok  | Miejscowość | Konkurencja                | Lokata | Pudła   | Czas biegu | Strata  | Zwycięzca       |
| --- | ----------- | ---- | ----------- | -------------------------- | ------ | ------- | ---------- | ------- | --------------- |
| 1.  | 24 stycznia | 1991 | Anterselva  | Bieg indywidualny na 20 km | 3.     | 1+1+0+0 | 59:03,6    | +1:46,2 | Aleksandr Popow |
| 2.  | 19 grudnia  | 1991 | Hochfilzen  | Bieg indywidualny na 20 km | 2.     | 1+0+0+0 | 1:03:02,4  | +9,9    | Jens Steinigen  |